# II. Oszorkon
II. Oszorkon (uralkodói nevén Uszermaatré Szetepenamon) az ókori egyiptomi XXII. dinasztia egyik uralkodója volt. Trónra lépése után riválisa támadt: unokatestvére, Harsziésze fáraóként uralta Théba környékét és a nyugati oázisokat. Oszorkon hatalmára komoly fenyegetést jelenthetett volna Harsziésze, i. e. 860-ban azonban meghalt, Oszorkon pedig biztosította, hogy többé ne merüljön fel hasonló probléma, és fiát, Nimlotot nevezte ki Ámon thébai főpapjává. Ezzel megerősítette hatalmát Felső- és Alsó-Egyiptom fölött is, így egész Egyiptomot uralta. Ő volt dinasztiájának utolsó nagy uralkodója, akinek hatalma a Deltától Felső-Egyiptomig az ország egész területére kiterjedt; utóda, III. Sesonk jelentős részben elveszítette a hatalmat Felső- és Közép-Egyiptom fölött. Oszorkon uralkodása alatt Egyiptom jólétnek örvendett, nagyszabású építkezések is folytak.

## Külpolitikája és építkezései

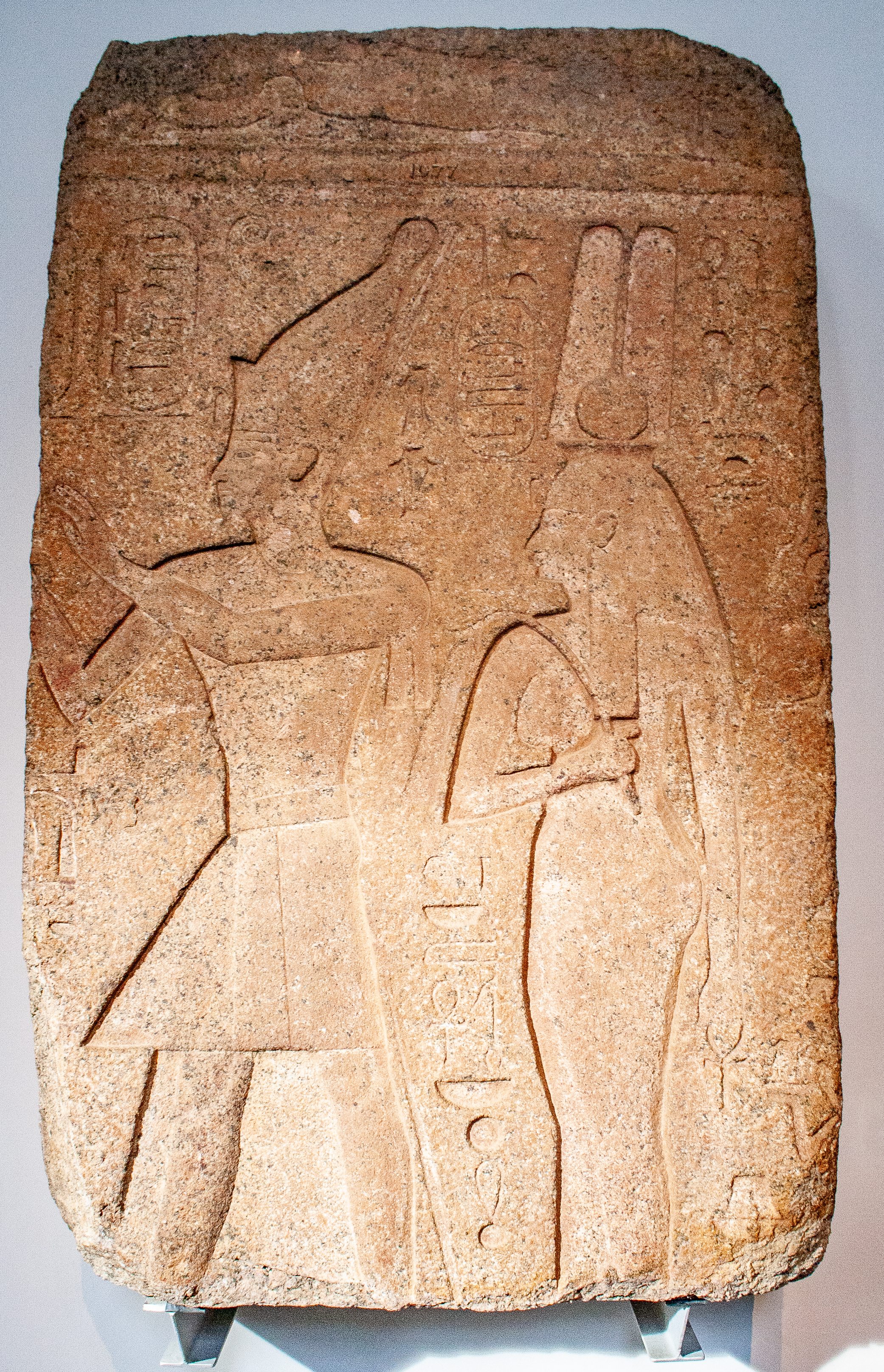
Oszorkon és felesége egy domborművön a British Museumban

Külpolitikájában Oszorkonnak agresszívebben kellett fellépnie. Asszíria növekvő hatalma azt jelentette, hogy az addig Egyiptom érdekszférájába tartozó Izraelben és Szíriában is beavatkozástól kellett tartani.
Oszorkon hatalmas építkezéseket folytatott: Bubasztiszban bővítette a város istennője, Básztet templomát, melynek új, nagy csarnokát Oszorkon szed-ünnepének jelenetei, valamint királynéja, I. Karomama ábrázolásai is díszítették. Építkezések folytak Thébában, Memphiszben, Taniszban és Leontopoliszban is. Élete utolsó éveiben a karnaki templomhoz is épített, a díszítést unokája, Takelot főpap (Nimlot főpap fia, a leendő II. Takelot fáraó) végeztette el.
II. Oszorkon ma ismert, hatalmas kőszobrai mind korábbi szobrok, melyeken a nevet átírták Oszorkon nevére. Ezek közé tartozik a híres „kairói-philadelphiai szobor”, mely eredetileg I. Széthié volt.
II. Oszorkon idejéből több hivatalnokot is ismerünk. Anhherednofert „a palota felügyelőjeként” említik, Paanmeni a fő orvosa lehetett, Dzseddzsehutiefanh Ámon negyedik prófétája, Bakenhonszu szintén Ámon prófétája.

## Uralkodásának hossza
II. Oszorkon i. e. 837 körül hunyt el, Taniszban temették el, az NRT I sírba. A legújabb eredmények szerint nem csak huszonöt évig uralkodott, hanem több mint harmincig. Korábban úgy tartották, a hagyományosan a fáraó 30. uralkodási évében megrendezett szed-ünnepet ő a 22. évben tartotta meg, de a bubasztiszi nagy templomban rögzített dátum sérült, és olvasható 30. évként is. A tény, hogy unokája, Takelot még az uralkodása alatt szolgált Ámon főpapjaként – mint azt a J templom falának feliratai bizonyítják – alátámasztja, hogy hosszú ideig uralkodott.
Paleográfiai alapokon 2002-ben bizonyították, hogy a Nílus vízszintjét rögzítő karnaki szövegek, melyeket egy bizonyos Uszermaatré Szetepenamon uralkodása alatt írtak fel, II. Oszorkon uralkodása alatt keletkeztek. Ez azt sugallja, Oszorkon valószínűleg a 30. évben ünnepelte meg trónra lépésének jubileumát, ahogy a líbiai kor többi uralkodója, köztük III. Sesonk és V. Sesonk is. Emellett egy, a 22. évében keletkezett sztélé nem említi a szed-ünnepet, pedig ha tényleg ebben az évben rendezték volna, akkor valószínűleg említené.
II. Oszorkon uralkodásának pontos hossza ismeretlen, de egyes egyiptológusok (mint például 1997-es, Chronology of the Egyptian Pharaohs című könyvében Jürgen von Beckerath) és Aidan Dodson szerint 38–39 évig lehetett hatalmon. A jelenleg ismert írásos bizonyítékok azonban nem támasztanak alá ilyen hosszú uralkodási időt. Gerard Broekman valamivel rövidebbre, 34 évre teszi II. Oszorkon uralkodásának hosszát. Kenneth Kitchen 2006-os, az Ägypten und Levante által közölt cikkében elfogadja, hogy ha a Nílus vízszintjét rögzítő szöveget Oszorkon 29. évére datáljuk, akkor a szed-ünnepre tett utalás nem a 22., hanem a 30. évet említi, és úgy véli, Oszorkon nem sokkal ezután, a 31. uralkodási évében halt meg.

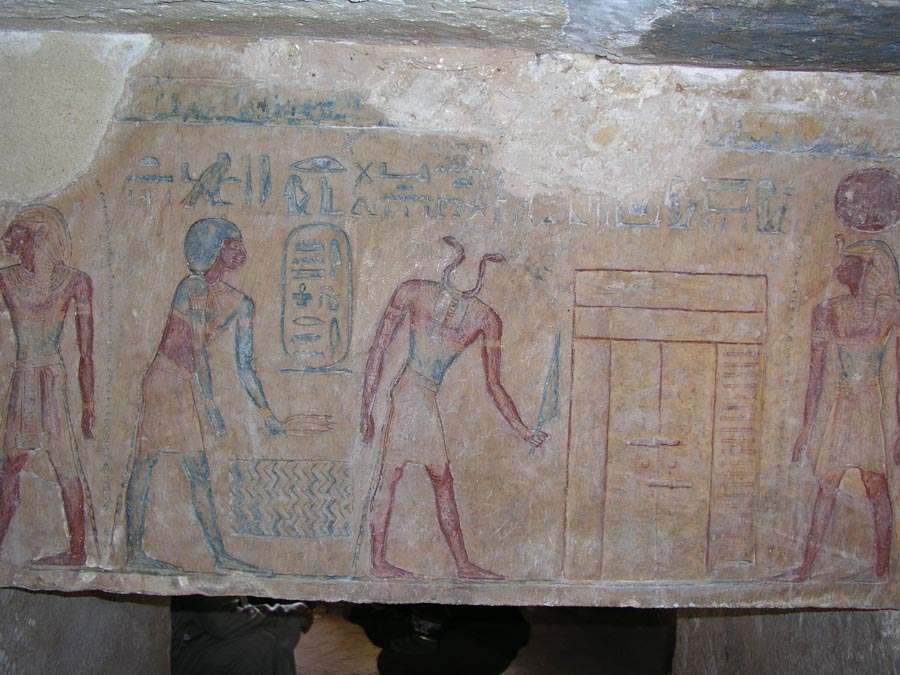
Reliefek Oszorkon sírjából

## Családja
II. Oszorkonnak legalább három felesége ismert:
- Iszetemheb
  - lánya, Tjeszbasztperu Ptah főpapjához, Takelothoz ment feleségül.[12]
- Dzsedmuteszanh
  - fia, Nimlot Ámon főpapja lett,[12] fia II. Takelot fáraó.
- I. Karomama a legismertebb Oszorkon feleségei közül. Gyermekei:[12][13]
  - Sesonk herceg Ptah főpapja volt,
  - Hórnaht herceget Ámon taniszi főpapjává nevezte ki apja,[14] hogy erősítse befolyását Alsó-Egyiptomban, de ez csak jelképes kinevezés volt, mert Hórnaht még tízéves kora előtt meghalt.[15]
  - Tasaheper hercegnő talán Ámon isteni feleségeként szolgált III. Takelot alatt,
  - Karomama hercegnő talán azonos Ámon isteni feleségével, Karomama Meritmuttal,
  - [Ta?]iirmer hercegnő.

További lehetséges gyermekei: utódja, III. Sesonk, valamint Tentszepeh hercegnő, aki Nimlot főpap fiához, Ptahundzsanhefhez, saját unokaöccséhez ment feleségül.

## Utódja
David Aston szerint II. Oszorkont Taniszban III. Sesonk követte a trónon, nem II. Takelot, ahogy Kitchen feltételezte, mert II. Takelotnak nem találták meg említéseit Alsó-Egyiptomban, a többi taniszi uralkodó neve azonban – II. Oszorkoné, III. Sesonké, még a rövid életű Pamié is – szerepel adománysztéléken, templomfalakon és/vagy évkönyvekben. Más egyiptológusok, köztük Gerard Broekman, Karl Jansen-Winkeln, Aidan Dodson és Jürgen von Beckerath is egyetértettek ezzel az állásponttal. Von Beckerath szerint II. Oszorkon közvetlen utóda III. Sesonk volt, II. Takelot pedig független uralkodó volt Felső-Egyiptomban. Gerard Broekman 2005-ös cikkében azt írja, hogy a műemlékek és a genealógiai bizonyítékok alapján Aston kronológiája a XXII. dinasztia uralkodói tekintetében sokkal elfogadhatóbb, mint Kitchené. Egy bizonyos Takelot királyt csak néhány dokumentum említ Alsó-Egyiptomban: egy taniszi királysír, egy bubasztiszi adománysztélé a 9. uralkodási évre datálva, valamint egy szívszkarabeusz Takelot Meriamon nevével, ezeket azonban most már a valóban alsó-egyiptomi I. Takelotnak tulajdonítják, többek közt maga Kitchen is.
Aidan Dodson The Canopic Equipment of the Kings of Egypt című könyvében megjegyzi, hogy III. Sesonk válaszfalat épített II. Oszorkon sírjának előkamrájában; a fal díszítésén egy kettős jeleneten II. Oszorkon és III. Sesonk egy meg nem nevezett istenséget imád. Dodson szerint ez utalhat ugyan arra, hogy Sesonk Oszorkon szarkofágjának elrejtése céljából emelte a falat, de a díszes reliefnek nem lett volna értelme, ha II. Takelot valóban huszonöt évig uralkodott volna közte és Oszorkon között Taniszban, vagyis III. Sesonknak közvetlenül kellett követnie II. Oszorkont, akihez fűződő kapcsolatát hangsúlyozni akarta a sírban. Így nincs többé ok feltételezni, hogy II. Takelot a XXII. dinasztia királya és II. Oszorkon utóda volt; Takelot ehelyett a XXIII. dinasztiához sorolható, amely Egyiptom kettéosztottsága alatt Felső-Egyiptomban uralkodott.

## Sírja

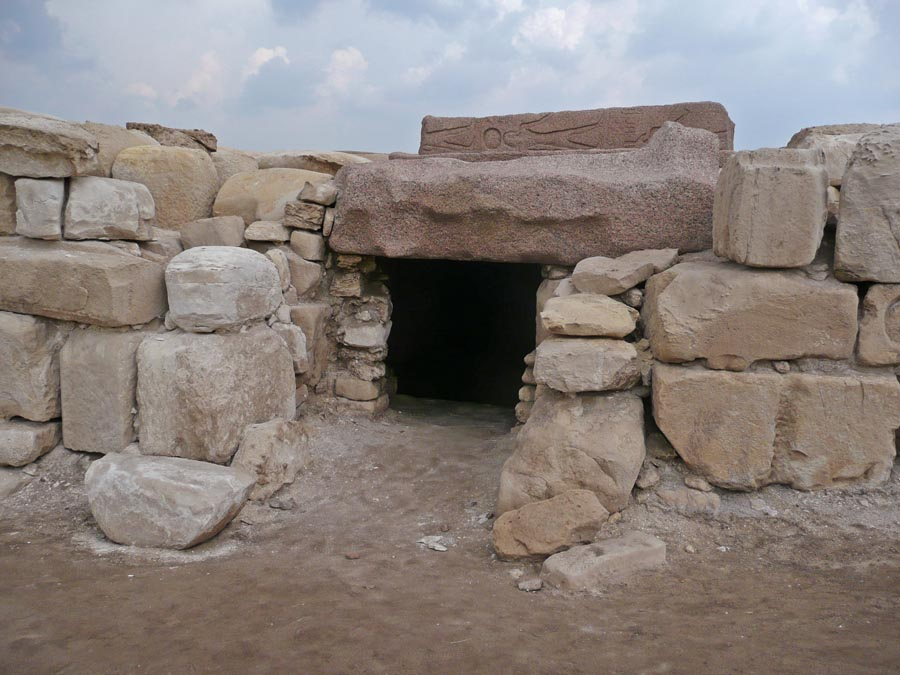
II. Oszorkon sírjának bejárata

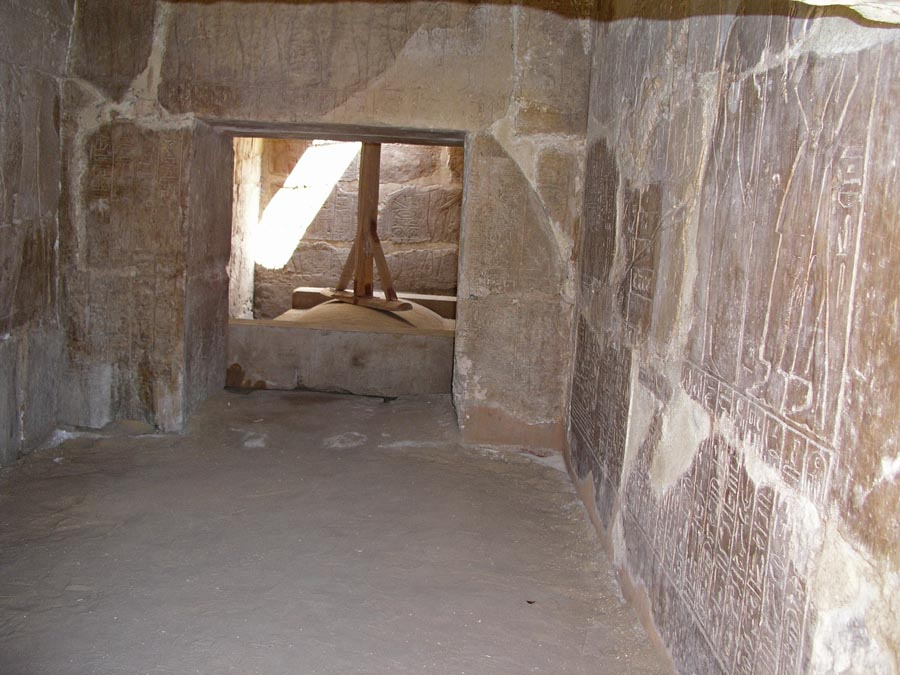
II. Oszorkon sírjának belseje

II. Oszorkon kifosztott taniszi sírját Pierre Montet fedezte fel 1939. február 27-én. Oszorkont hatalmas gránitszarkofágban temették el, melynek fedelét ramesszida kori szoborból faragták ki. Sólyomfejjel díszített koporsójának és kanópuszedényeinek csak pár töredéke maradt fenn, ezek alapján lehetett azonosítani a sír tulajdonosát. A sírban a rablók ellenére megmaradt pár ékszer, melyek olyan magas minőséget képviseltek, hogy az északon uralkodó XXI. és XXII. dinasztiák vagyonáról való korábbi elképzeléseken változtatni kellett.

## Név, titulatúra
A fáraók titulatúrájának magyarázatát és történetét lásd az Ötelemű titulatúra szócikkben.
| G5 |

| G5 |

| E2 · D40 | C10 | U6 | S29 | N28 · D36 · Y1 | M23 | G43 · D21 | M23 | N17 · N17 | N21 | N21 |

| E2 · D40 | C10 | U6 | S29 | N28 · D36 · Y1 | M23 | G43 · D21 | M23 | N17 · N17 | N21 | N21 |

| E2 · D40 | C10 | U6 | S29 | N28 · D36 · Y1 | M23 | G43 · D21 | M23 | N17 · N17 | N21 | N21 |

| E2 · D40 | C10 | U6 | S29 | N28 · D36 · Y1 | M23 | G43 · D21 | M23 | N17 · N17 | N21 | N21 |

| G5 |

| G5 |

| E2 · D40 | C10 | U6 | S29 | N28 · D36 · Y1 | M23 | G43 · D21 | M23 | N17 · N17 | N21 | N21 |

| E2 · D40 | C10 | U6 | S29 | N28 · D36 · Y1 | M23 | G43 · D21 | M23 | N17 · N17 | N21 | N21 |

| E2 · D40 | C10 | U6 | S29 | N28 · D36 · Y1 | M23 | G43 · D21 | M23 | N17 · N17 | N21 | N21 |

| E2 · D40 | C10 | U6 | S29 | N28 · D36 · Y1 | M23 | G43 · D21 | M23 | N17 · N17 | N21 | N21 |

| G16 |

| G16 |

|  |

| G16 |

| G16 |

|  |

| G8 |

| G8 |

|  |

| G8 |

| G8 |

|  |

| M23 | L2 |

| M23 | L2 |

| ra | wsr | mAat | ra · stp · n |

| ra | wsr | mAat | ra · stp · n |

| ra | wsr | mAat | ra · stp · n |

| ra | wsr | mAat | ra · stp · n |

| ra | wsr | mAat | ra · stp · n |

| ra | wsr | mAat | ra · stp · n |

| ra | wsr | mAat | ra · stp · n |

| ra | wsr | mAat | ra · stp · n |

| M23 | L2 |

| M23 | L2 |

| ra | wsr | mAat | ra · stp · n |

| ra | wsr | mAat | ra · stp · n |

| ra | wsr | mAat | ra · stp · n |

| ra | wsr | mAat | ra · stp · n |

| ra | wsr | mAat | ra · stp · n |

| ra | wsr | mAat | ra · stp · n |

| ra | wsr | mAat | ra · stp · n |

| ra | wsr | mAat | ra · stp · n |

| G39 | N5 | \| \| |
|     |    |       |

|  |

| G39 | N5 | \| \| |
|     |    |       |

|  |

| i | mn · n · N36 | V4 | Aa18 | M17 | D21 · N29 · N35 |

| i | mn · n · N36 | V4 | Aa18 | M17 | D21 · N29 · N35 |

| i | mn · n · N36 | V4 | Aa18 | M17 | D21 · N29 · N35 |

| i | mn · n · N36 | V4 | Aa18 | M17 | D21 · N29 · N35 |

| i | mn · n · N36 | V4 | Aa18 | M17 | D21 · N29 · N35 |

| i | mn · n · N36 | V4 | Aa18 | M17 | D21 · N29 · N35 |

| i | mn · n · N36 | V4 | Aa18 | M17 | D21 · N29 · N35 |

| i | mn · n · N36 | V4 | Aa18 | M17 | D21 · N29 · N35 |

| G39 | N5 | \| \| |
|     |    |       |

|  |

| G39 | N5 | \| \| |
|     |    |       |

|  |

| i | mn · n · N36 | V4 | Aa18 | M17 | D21 · N29 · N35 |

| i | mn · n · N36 | V4 | Aa18 | M17 | D21 · N29 · N35 |

| i | mn · n · N36 | V4 | Aa18 | M17 | D21 · N29 · N35 |

| i | mn · n · N36 | V4 | Aa18 | M17 | D21 · N29 · N35 |

| i | mn · n · N36 | V4 | Aa18 | M17 | D21 · N29 · N35 |

| i | mn · n · N36 | V4 | Aa18 | M17 | D21 · N29 · N35 |

| i | mn · n · N36 | V4 | Aa18 | M17 | D21 · N29 · N35 |

| i | mn · n · N36 | V4 | Aa18 | M17 | D21 · N29 · N35 |

## Fordítás
- Ez a szócikk részben vagy egészben  az   Osorkon II című angol Wikipédia-szócikk ezen változatának fordításán alapul.  Az eredeti cikk szerkesztőit annak laptörténete sorolja fel. Ez a jelzés csupán a megfogalmazás eredetét és a szerzői jogokat jelzi, nem szolgál a cikkben szereplő információk forrásmegjelöléseként.